# محمد برادران
محمد برادران طراح جلوه‌های ویژه رایانه‌ای و بصری سینما و تلویزیون است.
او کاندید پنج دوره و برنده سیمرغ بلورین بهترین جلوه‌های ویژه بصری از سی و هشتمین دوره جشنواره فیلم فجر برای فیلم خروج است.
جلوه‌های بصری سریال تلویزیونی سوران که در آن از هوش مصنوعی استفاده شده‌است اثری است که تحسین منتقدان را در پی داشت و به نوعی رکورد تازه ای در جلوه‌های بصری سریال‌های تلویزیون بود.

## سینما
| سال تولید | نام فیلم       | تهیه‌کننده                     | کارگردان          | طراح جلوه‌های بصری |
| --------- | -------------- | ----------------------------- | ----------------- | ----------------- |
| ۱۳۹۶      | تنگه ابوقریب   | سعید ملکان                    | بهرام توکلی       | آری               |
| ۱۳۹۸      | خروج           | حبیب والی نژاد                | ابراهیم حاتمی کیا | آری               |
| ۱۳۹۹      | منصور          | جلیل شعبانی                   | سیاوش سرمدی       | آری               |
| ۱۳۹۹      | یدو            | محمدرضا مصباح                 | مهدی جعفری        | آری               |
| ۱۳۹۹      | زالاوا         | روح‌الله برادری و سمیرا برادری | ارسلان امیری      | آری               |
| ۱۴۰۰      | تفریق          | مجید مطلبی                    | مانی حقیقی        | آری               |
| ۱۴۰۰      | بدون قرار قبلی | محمود بابایی                  | بهروز شعیبی       | آری               |
| ۱۴۰۰      | نگهبان شب      | رضا میرکریمی                  | رضا میرکریمی      | آری               |
| ۱۴۰۰      | خائن کشی       | علی اوجی                      | مسعود کیمیایی     | آری               |
| ۱۴۰۰      | شب داخلی دیوار | علی جلیلوند                   | وحید جلیلوند      | آری               |
| ۱۴۰۱      | عطر آلود       | یوسف منصوری                   | هادی مقدم دوست    | آری               |
| ۱۴۰۱      | بعد از رفتن    | محمود بابایی                  | رضا نجاتی         | آری               |
| ۱۴۰۲      | احمد           | جبیب والی نژاد                | امیرعباس ربیعی    | آری               |
| ۱۴۰۲      | آغوش باز       | علی سرتیپی                    | بهروز شعیبی       | آری               |

## تلویزیون
| سال  | نام سریال | تهیه‌کننده     | پخش از       |
| ---- | --------- | ------------- | ------------ |
| ۱۴۰۱ | مستوران   | عطا پناهی     | شبکه یک سیما |
| ۱۴۰۱ | سوران     | مجتبی فرآورده | شبکه یک سیما |
| ۱۴۰۲ | عشق کوفی  | سعید سعدی     | شبکه سه سیما |
| ۱۴۰۲ | مستوران ۲ | عطا پناهی     | شبکه یک سیما |

## جایزه و نامزدی
| سال  | جشنواره                                     | بخش                              | بابت فیلم    | نتیجه    |
| ---- | ------------------------------------------- | -------------------------------- | ------------ | -------- |
| ۱۳۹۶ | سی و ششمین جشنواره فیلم فجر                 | سیمرغ بلورین بهترین جلوه‌های بصری | تنگه ابوقریب | نامزدشده |
| ۱۳۹۶ | نوزدهمین جشن سینمای ایران                   | طراحی و اجرای جلوه‌های بصری       | تنگه ابوقریب | برنده    |
| ۱۳۹۸ | سی و هشتمین جشنواره فیلم فجر                | سیمرغ بلورین بهترین جلوه‌های بصری | خروج         | برنده    |
| ۱۳۹۹ | سی و نهمین جشنواره فیلم فجر                 | سیمرغ بلورین بهترین جلوه‌های بصری | منصور        | نامزدشده |
| ۱۴۰۰ | چهلمین جشنواره فیلم فجر                     | سیمرغ بلورین بهترین جلوه‌های بصری | خائن کشی     | نامزدشده |
| ۱۴۰۱ | چهل و یکمین جشنواره بین‌المللی فیلم فجر      | سیمرغ بلورین بهترین جلوه‌های بصری | عطر آلود     | نامزدشده |
| ۱۴۰۱ | جوان برتر ایران زمین                        | جوان برتر سینماگر                |              | برنده    |
| ۱۴۰۲ | دومین جشن مهر سینمای ایران                  | هنرمند برگزیده                   |              | برنده    |
| ۱۴۰۲ | چهل و دومین دوره جشنواره بین‌المللی فیلم فجر | سیمرغ بلورین بهترین جلوه‌های بصری | احمد         | برنده    |